# Sagittacris malagassa
Sagittacris malagassa is een rechtvleugelig insect uit de familie Pyrgomorphidae. De wetenschappelijke naam van deze soort is voor het eerst geldig gepubliceerd in 1963 door Dirsh.